# Naughty Dog
Naughty Dog és una empresa desenvolupadora de videojocs nord-americà fundada per Andy Gavin i Jason Rubin en 1986. Basada en Santa Monica, Califòrnia, l'empresa fou comprada per Sony Computer Entertainment en 2001.

## Història
Gavin i Rubin han produït una gran quantitat de jocs destacats, com Power of Rings para la consola Sega Genesis i Way of the Warrior para la 3DO. Aquest últim fou creat amb un baix pressupost, però la seua realització va ser possible gràcies a un oferiment d'Universal Interactive Studios (ara Vivendi) per a signar un contracte de tres anys i així finançar l'expansió de l'empresa. Mark Cerny, l'home que produí Sonic the Hedgehog 2 per a Sega, va convèncer a l'empresa de centrar els recursos obtinguts en la creació d'una plataforma basada en el caràcter de joc de Sonic the Hedgehog 2 per a així aprofitar al màxim el potencial 3D de les noves consoles.
Finalment, açò conduí al llançament del joc Crash Bandicoot per a la PlayStation el 31 d'agost de 1996. En els anys següents Naughty Dog llançà tres seqüeles de Crash Bandicoot. En gener de 2001, Sony va anunciar la compra de Naughty Dog.
Després del quart lliurament de Crash Bandicoot (Crash Team Racing), l'empresa va començar a treballar en la saga Jak & Daxter per a PlayStation 2.
La sèrie de Jak & Daxter fou creada sobre la base del llenguatge de programació creat per Andy Gavin anomenat GOAL (Game Oriented Assembly Lisp). Açò fou possible gràcies al coneixement d'Andy sobre Lisp adquirit en el MIT Artificial Intelligence Laboratory. GOAL fou basat en l'Allegro Common Lisp de Franz, Inc.
En 2004, el president i cofundador de Naughty Dog, Jason Rubin, deixa l'empresa per a participar en un nou projecte anomenat Iron and the Maiden. A més, la seu de Naughty Dog és seu de l'ICE Team, el qual forma part del grup de desenvolupament de Sony a nivell mundial.

## Inicis
Naughty Dog va ser fundada com JAM en 1986. Per a aqueix llavors, Gavin i Rubin, amb només 16 anys, ja havien comercialitzat el seu primer joc: Ski Crazed para la serie Apple II de 8 bits. Dos anys més tard desenvoluparen per a l'Apple IIGS el jugue Dream Zone, el qual foren tan popular que va ser dut a altres plataformes. En 1989, van desenvolupar altre joc més per a l'Apple IIGS: Keef the Thief. Després del llançament d'eixe joc, l'empresa va canviar definitivament el seu nom a Naughty Dog.
Després de deixar arrere els jocs per a l'Apple IIGS al començament dels anys 90, l'empresa va començar a desenvolupar programaris per als jocs de la Sega Genesis i la 3DO, i, a mitjans de la mateixa dècada, començaren a treballar amb la PlayStation, amb el que l'empresa va aconseguir fama i reconeixement.

## Empreses associades

### Insomniac
Des que Naughty Dog i Insomniac van tenir les seues seus en l'edifici d'Universal Interactive Studios, ambdues empreses han tingut una relació molt estreta. El productor Mark Cerny treballà (i va influir) en ambdues empreses. A causa d'açò, els jocs que han desenvolupat són d'estils molt semblants. Un exemple d'això és que en 1990 la sèrie Crash Bandicoot de Naughty Dog i la sèrie Spyro the Dragon d'Insomniac competiren en la consola PlayStation de Sony com jocs en tercera persona amb detalls ficticis. Amb el llançament de la PlayStation 2, les llicències d'ambdues sagues foren venudes a Vivendi Universal (ara Vivendi), però ambdues empreses seguiren desenvolupant jocs en una amistosa rivalitat amb la creació de dues noves sagues (Jak and Daxter i Ratchet and Clank, respectivament).
Ambdues sagues tenen característiques molt similars: ambdós se centren en una història amb dos protagonistes, tenen un notori to humorístic, així com una gran història i l'aventura, que succeeixen en mons fantàstics. Les similituds també estan en el pla tècnic, ja que el joc Ratchet and Clank utilitzava detalls de joc de Jak and Daxter (malgrat que els motors gràfics són diferents, així com el llenguatge de programació). L'estreta relació entre ambdues empreses va fer que els desenvolupadors d'ambdós jocs feren bromes i referències de l'altre en els seus jocs.
Després del llançament de la PlayStation 3, ambdues empreses s'enfocaren a millorar l'estètica dels jocs basant-se en millors plataformes gràfiques, donant origen a Uncharted: Drake's Fortune (Naughty Dog) i al shooter de ciència-ficció en primera persona Fall of Man (Insomniac) (ambdós jocs van ser classificats per a majors de 18 anys) (Ambdós Protagonistes es diuen Nathan)(Ambdós foren nomenats Joc de l'Any de Play Station 3 Per IGN: Resistance: Fall of Men(2006) i Uncharted: Drake's Fortune(2007)) (Ambdues Empreses es troben treballant en una seqüela dels 2 títols).

### Ready At Dawn
En 2003, Didier Malenfant, membre de Naughty Dog, decideix deixar l'empresa per a crear Ready At Dawn en col·laboració amb diversos ex-treballadors de Blizzard Entertainment. El primer treball d'aquesta empresa fou Daxter per a la PSP.
En gener de 2008, l'empresa va llançar una nova seqüela de la saga God of War dita God of War: Chains of Olympus.

### Altres empreses
En els crèdits de Uncharted: Drake's Fortune es nomena a SCE Studios Santa Monica, Guerilla Games, Sucker Punch Productions, Media Molecule, Zipper Interactive i a Incognito Games agraint per la seua cooperació en la creació del joc. Insomniac també ha afirmat que els desenvolupadors de Sony han començat a donar suport tecnològic i idees a l'empresa.

## Jocs
| Nom                                    | Realitzat | Plataforma      |
| -------------------------------------- | --------- | --------------- |
| Rings of Power                         | 1991      | Sega Mega Drive |
|                                        |           |                 |
| Way of the Warrior                     | 1995      | 3DO             |
| Crash Bandicoot                        | 1996      | PlayStation     |
| Crash Bandicoot 2: Cortex Strikes Back | 1997      | PlayStation     |
| Crash Bandicoot 3: Warped              | 1998      | PlayStation     |
| Crash Team Racing                      | 1999      | PlayStation     |
| Jak & Daxter: The Precursor Legacy     | 2001      | PlayStation 2   |
| Jak II                                 | 2003      | PlayStation 2   |
| Jak 3                                  | 2004      | PlayStation 2   |
| Jak X: Combat Racing                   | 2005      | PlayStation 2   |
| Uncharted: Drake's Fortune             | 2007      | PlayStation 3   |
| Uncharted 2: Among Thieves             | 2009      | PlayStation 3   |
| Uncharted 3: Drake's Deception         | 2011      | PlayStation 3   |
| Uncharted 4: A Thief's End             | 2016      | PlayStation 4   |
| Uncahrted: The Lost Legacy             | 2017      | PlayStation 4   |